# Les U.S.A. contre John Lennon
Pour les articles homonymes, voir The U.S. vs. John Lennon.
Pour plus de détails, voir Fiche technique et Distribution.
Les U.S.A. contre John Lennon (The U.S. vs. John Lennon) est un film documentaire américain réalisé par David Leaf et John Scheinfeld en 2006, qui raconte l’histoire du musicien anglais John Lennon et son évolution entre le groupe des Beatles jusqu’à son militantisme pacifiste durant les années 1960 et 1970. Le film raconte en particulier les pressions faites par les États-Unis pour le faire taire notamment durant la présidence du président Richard Nixon. Le film est sorti en Grande-Bretagne le jour du 26e anniversaire de l’assassinat de John Lenon.

## Fiche technique
Sauf indication contraire, les informations mentionnées dans cette section peuvent être confirmées par la base de données cinématographiques IMDb,  présente dans la section « Liens externes ».
- Titre : Les U.S.A. contre John Lennon
- Titre original : The U.S. vs. John Lennon
- Réalisation : David Leaf et John Scheinfeld
- Scénario : David Leaf et John Scheinfeld II
- Musique (non originale) : John Lennon
- Production : Sandra Stern, Kevin Beggs, Tom Ortenberg
- Distribution : Lions Gate Entertainment
- Pays de production :  États-Unis
- Langue originale : anglais
- Genre : documentaire
- Durée : 99 minutes
- Dates de sortie :
  - Italie : 31 août 2006 (première mondiale à la Mostra de Venise)
  - États-Unis : 1er septembre 2006 (Festival du film de Telluride) ; 31 août 2006 (sortie limitée)
  - France : 16 avril 2008